# Нижнее Алопово
Нижнее Алопово — деревня в Перемышльском районе Калужской области, входит в состав сельского поселения деревня Покровское.

## География
Расположена на автодороге регионального значения 29К-015 на берегу реки Столбянки, в 11 километрах на юг от районного центра — села Перемышль.

## Население
| 2002 | 2010 |
| ---- | ---- |
| 92   | ↘76  |

## История
В атласе Калужского наместничества, изданного в 1782 году, — Нижняя алопова, обозначена на карте как деревня в составе Перемышльского уезда на Козельской дороге.
В 1858 году деревня (каз.) Олопово нижнее 1-го стана Перемышльского уезда, при речке Столбянке, 56 дворах и 485 жителях на почтовом Киевском тракте.
К 1914 году Алопово нижнее — деревня Озерской волости Перемышльского уезда Калужской губернии, имелась земская школа. В 1913 году население — 945 человек.
В годы Великой Отечественной войны деревня была оккупирована войсками Нацистской Германии с начала октября по конец декабря 1941 года. Освобождена в ходе Калужской наступательной операции частями 50-й армии генерал-лейтенанта И. В. Болдина.